# Bezirk Höfe
Bezirk Höfe är ett av de sex distrikten i kantonen Schwyz i Schweiz. 
Distriktet har cirka 28 500 invånare.
Distriktet består av tre kommuner:
- Feusisberg
- Freienbach
- Wollerau

Alla kommuner i distriktet är tyskspråkiga.